# Кемпфер, Энгельберт
Э́нгельберт Ке́мпфер (нем. Engelbert Kämpfer; 16 сентября 1651, Лемго, Северный Рейн-Вестфалия — 2 ноября 1716, Lieme, Северный Рейн-Вестфалия) — немецкий путешественник и натуралист.
В честь Кемпфера К. Линнеем назван род растений семейства Имбирные — Кемпферия (Kaempferia), а также К. Я. Темминком — вид ракообразных из инфраотряда крабов — японский краб-паук (лат. Macrocheira kaempferi).

## Биография
Энгельберт Кемпфер родился 16 сентября 1651 года в Лемго в семье пастора.
Изучал философию, теологию и медицину в Лемго, Хамельне, Люнебурге, Любеке, Данциге, Кракове и Кёнигсберге. В 1681 году обосновался в Швеции.
В 1683 году, в составе шведского посольства Людвига Фабрициуса в Персию, которому был рекомендован известным философом и историком Самуэлем Пуфендорфом, посетил Московское царство, подробно описав в своих записках путешествие в Москву и по городам Поволжья. В Москве на царском приёме видел малолетних Петра и Иоанна Алесеевичей, описав сцену представления посла. В путешествиях он делал зарисовки мест, где проезжал.
Будучи секретарём шведского посольства в Персии, в 1685 году поступил в качестве хирурга на крейсировавший в то время в Персидском заливе голландский флот и познакомился с Аравией, Индостаном, Явой, Суматрой, Сиамом и Японией. В Японии он провёл два года.

## Труды
Кемпфер наиболее известен своим написанным по-немецки и переведенным на английский язык сочинением «History of Japan» («История Японии»; Лондон, 1727), которое затем появилось на нескольких других языках. Кроме того, он обнародовал «Amoenitatum exoticarum poëtico-politico-physico-medicarum fasciculi V» (Лемго, 1712). Банкс напечатал его «Icones selectae plantarum, quasin Japonia collegit» (Лондон, 1791), Ф. П. Аделунг («Барон Мейерберг и путешествие его по России», СПб, 1827) — извлечение из его «Diarium itineris ad aulam Moscoviticam indeque Astracanum suscepti anno MDCLXXXIII» (Дневник путешествия ко двору Московитов включая Астрахань, состоявшегося в 1683 г.). Большая часть его ненапечатанных рукописей, богатых важными наблюдениями, сохранилась в Британском музее.
В 1723 году в Нюрнберге отдельной книгой на немецком языке было издано его сочинение «Новейшие государства Казань, Астрахань, Грузия и многие другие, царю, султану и шаху платившие дань и подвластные…». Русский перевод некоторых частей этой книги, сделанный ещё в XVIII веке, сохранился в виде особой рукописи в Центральном историческом архиве в Санкт-Петербурге.
После смерти путешественника его рукописи были куплены сэром Гансом Слоаном и переправлены в Англию. Среди них был самый известный дневник — «История Японии», переведённый с немецкой рукописи на английский, был опубликован в Лондоне в 2 томах в 1727 году. Помимо японской истории, книга содержит описание политического, социального и физического состояния Японии в XVII веке. Более ста лет, пока Япония была закрыта для посещения иностранцами, книга была средством информации о стране для европейских читателей. Оригинальные рукописи Кемпфера хранятся в Британской библиотеке. Большинство из них было опубликовано с 2001 по 2003 год.